# Gran Premio di superbike di Phillip Island 2022
Il Gran Premio di superbike di Phillip Island 2022 è stato la dodicesima e ultima prova del mondiale superbike del 2022. Nello stesso fine settimana si è corso anche la dodicesima e ultima prova del campionato mondiale Supersport.

## Superbike gara 1

### Arrivati al traguardo
| Pos. | Nº | Pilota                | Squadra                   | Motocicletta        | Giri | Tempo     | Griglia | Punti |
| ---- | -- | --------------------- | ------------------------- | ------------------- | ---- | --------- | ------- | ----- |
| 1º   | 65 | Jonathan Rea          | Kawasaki Racing           | Kawasaki ZX-10RR    | 22   | 36'47.340 | 2º      | 25    |
| 2º   | 1  | Toprak Razgatlıoğlu   | Pata Yamaha with Brixx    | Yamaha YZF R1       | 22   | +6.247    | 4º      | 20    |
| 3º   | 22 | Alex Lowes            | Kawasaki Racing           | Kawasaki ZX-10RR    | 22   | +15.435   | 3º      | 16    |
| 4º   | 55 | Andrea Locatelli      | Pata Yamaha with Brixx    | Yamaha YZF R1       | 22   | +18.342   | 5º      | 13    |
| 5º   | 19 | Álvaro Bautista       | Aruba.it Racing - Ducati  | Ducati Panigale V4R | 22   | +19.369   | 1º      | 11    |
| 6º   | 31 | Garrett Gerloff       | GYTR GRT Yamaha           | Yamaha YZF R1       | 22   | +36.235   | 6º      | 10    |
| 7º   | 47 | Axel Bassani          | Motocorsa Racing          | Ducati Panigale V4R | 22   | +37.641   | 14º     | 9     |
| 8º   | 97 | Xavi Vierge           | Team HRC                  | Honda CBR1000 RR-R  | 22   | +43.137   | 9º      | 8     |
| 9º   | 76 | Loris Baz             | Bonovo Action BMW         | BMW M1000RR         | 22   | +57.704   | 18º     | 7     |
| 10º  | 49 | Tetsuta Nagashima     | Team HRC                  | Honda CBR1000 RR-R  | 22   | +1'01.086 | 10º     | 6     |
| 11º  | 21 | Michael Ruben Rinaldi | Aruba.it Racing - Ducati  | Ducati Panigale V4R | 22   | +1'03.075 | 8º      | 5     |
| 12º  | 11 | Kyle Smith            | TPR Team Pedercini Racing | Kawasaki ZX-10RR    | 22   | +1'06.326 | 22º     | 4     |
| 13º  | 12 | Javier Forés          | Barni Spark Racing        | Ducati Panigale V4R | 22   | +1'07.099 | 16º     | 3     |
| 14º  | 44 | Lucas Mahias          | Kawasaki Puccetti Racing  | Kawasaki ZX-10RR    | 22   | +1'08.976 | 11º     | 2     |
| 15º  | 35 | Hafizh Syahrin        | MIE Racing Honda          | Honda CBR1000 RR-R  | 22   | +1'12.006 | 17º     | 1     |
| 16º  | 45 | Scott Redding         | BMW Motorrad              | BMW M1000RR         | 22   | +1'12.785 | 12º     |       |
| 17º  | 36 | Leandro Mercado       | MIE Racing Honda          | Honda CBR1000 RR-R  | 22   | +1'16.024 | 21º     |       |
| 18º  | 50 | Eugene Laverty        | Bonovo Action BMW         | BMW M1000RR         | 22   | +1'22.552 | 13º     |       |
| 19º  | 52 | Oliver König          | Orelac Racing Verdnatura  | Kawasaki ZX-10RR    | 22   | +1'33.661 | 20º     |       |
| 20º  | 5  | Philipp Öttl          | Team Goeleven             | Ducati Panigale V4R | 21   | +1 giro   | 7º      |       |

### Ritirati
| Nº | Pilota               | Squadra         | Motocicletta  | Giri | Griglia |
| -- | -------------------- | --------------- | ------------- | ---- | ------- |
| 60 | Michael van der Mark | BMW Motorrad    | BMW M1000RR   | 19   | 15º     |
| 3  | Kōta Nozane          | GYTR GRT Yamaha | Yamaha YZF R1 | 0    | 19º     |

## Superbike gara Superpole

### Arrivati al traguardo
| Pos. | Nº | Pilota                | Squadra                   | Motocicletta        | Giri | Tempo     | Griglia | Punti |
| ---- | -- | --------------------- | ------------------------- | ------------------- | ---- | --------- | ------- | ----- |
| 1º   | 19 | Álvaro Bautista       | Aruba.it Racing - Ducati  | Ducati Panigale V4R | 10   | 16'11.935 | 1º      | 12    |
| 2º   | 1  | Toprak Razgatlıoğlu   | Pata Yamaha with Brixx    | Yamaha YZF R1       | 10   | +3.285    | 4º      | 9     |
| 3º   | 65 | Jonathan Rea          | Kawasaki Racing           | Kawasaki ZX-10RR    | 10   | +3.328    | 2º      | 7     |
| 4º   | 22 | Alex Lowes            | Kawasaki Racing           | Kawasaki ZX-10RR    | 10   | +6.670    | 3º      | 6     |
| 5º   | 55 | Andrea Locatelli      | Pata Yamaha with Brixx    | Yamaha YZF R1       | 10   | +9.238    | 5º      | 5     |
| 6º   | 45 | Scott Redding         | BMW Motorrad              | BMW M1000RR         | 10   | +9.328    | 12º     | 4     |
| 7º   | 31 | Garrett Gerloff       | GYTR GRT Yamaha           | Yamaha YZF R1       | 10   | +12.173   | 6º      | 3     |
| 8º   | 97 | Xavi Vierge           | Team HRC                  | Honda CBR1000 RR-R  | 10   | +13.427   | 9º      | 2     |
| 9º   | 12 | Javier Forés          | Barni Spark Racing        | Ducati Panigale V4R | 10   | +17.416   | 16º     | 1     |
| 10º  | 76 | Loris Baz             | Bonovo Action BMW         | BMW M1000RR         | 10   | +18.069   | 18º     |       |
| 11º  | 44 | Lucas Mahias          | Kawasaki Puccetti Racing  | Kawasaki ZX-10RR    | 10   | +27.298   | 11º     |       |
| 12º  | 35 | Hafizh Syahrin        | MIE Racing Honda          | Honda CBR1000 RR-R  | 10   | +29.522   | 17º     |       |
| 13º  | 47 | Axel Bassani          | Motocorsa Racing          | Ducati Panigale V4R | 10   | +32.064   | 14º     |       |
| 14º  | 36 | Leandro Mercado       | MIE Racing Honda          | Honda CBR1000 RR-R  | 10   | +35.276   | 21º     |       |
| 15º  | 50 | Eugene Laverty        | Bonovo Action BMW         | BMW M1000RR         | 10   | +35.868   | 13º     |       |
| 16º  | 5  | Philipp Öttl          | Team Goeleven             | Ducati Panigale V4R | 10   | +40.015   | 7º      |       |
| 17º  | 3  | Kōta Nozane           | GYTR GRT Yamaha           | Yamaha YZF R1       | 10   | +50.920   | 19º     |       |
| 18º  | 11 | Kyle Smith            | TPR Team Pedercini Racing | Kawasaki ZX-10RR    | 10   | +51.281   | 22º     |       |
| 19º  | 49 | Tetsuta Nagashima     | Team HRC                  | Honda CBR1000 RR-R  | 10   | +51.701   | 10º     |       |
| 20º  | 52 | Oliver König          | Orelac Racing Verdnatura  | Kawasaki ZX-10RR    | 10   | +1'03.042 | 20º     |       |
| 21º  | 60 | Michael van der Mark  | BMW Motorrad              | BMW M1000RR         | 10   | +1'11.979 | 15º     |       |
| 22º  | 21 | Michael Ruben Rinaldi | Aruba.it Racing - Ducati  | Ducati Panigale V4R | 10   | +1'36.397 | 8º      |       |

## Superbike gara 2

### Arrivati al traguardo
| Pos. | Nº | Pilota                | Squadra                   | Motocicletta        | Giri | Tempo      | Griglia | Punti |
| ---- | -- | --------------------- | ------------------------- | ------------------- | ---- | ---------- | ------- | ----- |
| 1º   | 19 | Álvaro Bautista       | Aruba.it Racing - Ducati  | Ducati Panigale V4R | 17   | 27'08.334  | 1º      | 25    |
| 2º   | 65 | Jonathan Rea          | Kawasaki Racing           | Kawasaki ZX-10RR    | 17   | +0.357     | 3º      | 20    |
| 3º   | 22 | Alex Lowes            | Kawasaki Racing           | Kawasaki ZX-10RR    | 17   | +1 settore | 4º      | 16    |
| 4º   | 1  | Toprak Razgatlıoğlu   | Pata Yamaha with Brixx    | Yamaha YZF R1       | 17   | +1 settore | 2º      | 13    |
| 5º   | 55 | Andrea Locatelli      | Pata Yamaha with Brixx    | Yamaha YZF R1       | 17   | +2 settori | 5º      | 11    |
| 6º   | 45 | Scott Redding         | BMW Motorrad              | BMW M1000RR         | 17   | +2 settori | 6º      | 10    |
| 7º   | 21 | Michael Ruben Rinaldi | Aruba.it Racing - Ducati  | Ducati Panigale V4R | 17   | +2 settori | 11º     | 9     |
| 8º   | 5  | Philipp Öttl          | Team Goeleven             | Ducati Panigale V4R | 17   | +2 settori | 10º     | 8     |
| 9º   | 49 | Tetsuta Nagashima     | Team HRC                  | Honda CBR1000 RR-R  | 17   | +2 settori | 12º     | 7     |
| 10º  | 76 | Loris Baz             | Bonovo Action BMW         | BMW M1000RR         | 17   | +3 settori | 18º     | 6     |
| 11º  | 47 | Axel Bassani          | Motocorsa Racing          | Ducati Panigale V4R | 17   | +3 settori | 15º     | 5     |
| 12º  | 60 | Michael van der Mark  | BMW Motorrad              | BMW M1000RR         | 17   | +3 settori | 16º     | 4     |
| 13º  | 44 | Lucas Mahias          | Kawasaki Puccetti Racing  | Kawasaki ZX-10RR    | 17   | +4 settori | 13º     | 3     |
| 14º  | 52 | Oliver König          | Orelac Racing Verdnatura  | Kawasaki ZX-10RR    | 17   | +4 settori | 20º     | 2     |
| 15º  | 36 | Leandro Mercado       | MIE Racing Honda          | Honda CBR1000 RR-R  | 17   | +4 settori | 21º     | 1     |
| 16º  | 3  | Kōta Nozane           | GYTR GRT Yamaha           | Yamaha YZF R1       | 17   | +4 settori | 19º     |       |
| 17º  | 35 | Hafizh Syahrin        | MIE Racing Honda          | Honda CBR1000 RR-R  | 17   | +4 settori | 17º     |       |
| 18º  | 11 | Kyle Smith            | TPR Team Pedercini Racing | Kawasaki ZX-10RR    | 17   | +6 settori | 22º     |       |

### Ritirati
| Nº | Pilota          | Squadra            | Motocicletta        | Giri | Griglia |
| -- | --------------- | ------------------ | ------------------- | ---- | ------- |
| 50 | Eugene Laverty  | Bonovo Action BMW  | BMW M1000RR         | 17   | 14º     |
| 12 | Javier Forés    | Barni Spark Racing | Ducati Panigale V4R | 17   | 9º      |
| 97 | Xavi Vierge     | Team HRC           | Honda CBR1000 RR-R  | 13   | 8º      |
| 31 | Garrett Gerloff | GYTR GRT Yamaha    | Yamaha YZF R1       | 0    | 7º      |

## Supersport gara 1

### Arrivati al traguardo
| Pos. | Nº | Pilota              | Squadra                    | Motocicletta             | Giri | Tempo     | Griglia | Punti |
| ---- | -- | ------------------- | -------------------------- | ------------------------ | ---- | --------- | ------- | ----- |
| 1º   | 55 | Yari Montella       | Kawasaki Puccetti Racing   | Kawasaki ZX-6R           | 18   | 32'02.504 | 3º      | 25    |
| 2º   | 11 | Nicolò Bulega       | Aruba.it Racing            | Ducati Panigale V2       | 18   | +2.706    | 2º      | 20    |
| 3º   | 61 | Can Öncü            | Kawasaki Puccetti Racing   | Kawasaki ZX-6R           | 18   | +5.889    | 7º      | 16    |
| 4º   | 7  | Lorenzo Baldassarri | Evan Bros. Yamaha          | Yamaha YZF R6            | 18   | +7.223    | 5º      | 13    |
| 5º   | 77 | Dominique Aegerter  | Ten Kate Racing Yamaha     | Yamaha YZF R6            | 18   | +12.212   | 4º      | 11    |
| 6º   | 3  | Raffaele De Rosa    | Orelac Racing Verdnatura   | Ducati Panigale V2       | 18   | +15.183   | 8º      | 10    |
| 7º   | 64 | Federico Caricasulo | Althea Racing              | Ducati Panigale V2       | 18   | +21.181   | 1º      | 9     |
| 8º   | 69 | Tom Booth-Amos      | Motozoo Racing by Puccetti | Kawasaki ZX-6R           | 18   | +25.366   | 19º     | 8     |
| 9º   | 9  | Simon Jespersen     | Kallio Racing              | Yamaha YZF R6            | 18   | +31.285   | 9º      | 7     |
| 10º  | 99 | Adrián Huertas      | MTM Kawasaki               | Kawasaki ZX-6R           | 18   | +33.492   | 13º     | 6     |
| 11º  | 28 | Glenn van Straalen  | EAB Racing                 | Yamaha YZF R6            | 18   | +1'05.418 | 15º     | 5     |
| 12º  | 32 | Oliver Bayliss      | Barni Spark Racing         | Ducati Panigale V2       | 18   | +1'05.839 | 14º     | 4     |
| 13º  | 56 | Péter Sebestyén     | Evan Bros. Yamaha          | Yamaha YZF R6            | 18   | +1'05.995 | 17º     | 3     |
| 14º  | 62 | Stefano Manzi       | Dynavolt Triumph           | Triumph Street Triple RS | 18   | +1'20.668 | 12º     | 2     |
| 15º  | 91 | Luca Bernardi       | CM Racing                  | Ducati Panigale V2       | 18   | +1'22.217 | 23º     | 1     |
| 16º  | 94 | Andy Verdoïa        | GMT94 Yamaha               | Yamaha YZF R6            | 18   | +1'30.060 | 21º     |       |
| 17º  | 24 | Leonardo Taccini    | Ten Kate Racing Yamaha     | Yamaha YZF R6            | 18   | +1'34.243 | 18º     |       |

### Ritirati
| Nº | Pilota           | Squadra                 | Motocicletta             | Giri | Griglia |
| -- | ---------------- | ----------------------- | ------------------------ | ---- | ------- |
| 16 | Jules Cluzel     | GMT94 Yamaha            | Yamaha YZF R6            | 17   | 16º     |
| 25 | Marcel Brenner   | VFT Racing              | Yamaha YZF R6            | 8    | 24º     |
| 50 | Ondřej Vostatek  | MS Racing Yamaha        | Yamaha YZF R6            | 6    | 20º     |
| 92 | Marcel Schrötter | MV Agusta Reparto Corse | MV Agusta F3 800 RR      | 5    | 6º      |
| 10 | Unai Orradre     | MS Racing Yamaha        | Yamaha YZF R6            | 3    | 22º     |
| 38 | Hannes Soomer    | Dynavolt Triumph        | Triumph Street Triple RS | 0    | 11º     |
| 66 | Niki Tuuli       | MV Agusta Reparto Corse | MV Agusta F3 800 RR      | 0    | 10º     |

## Supersport gara 2

### Arrivati al traguardo
| Pos. | Nº | Pilota              | Squadra                    | Motocicletta             | Giri | Tempo     | Griglia | Punti |
| ---- | -- | ------------------- | -------------------------- | ------------------------ | ---- | --------- | ------- | ----- |
| 1º   | 77 | Dominique Aegerter  | Ten Kate Racing Yamaha     | Yamaha YZF R6            | 18   | 28'29.237 | 4º      | 25    |
| 2º   | 64 | Federico Caricasulo | Althea Racing              | Ducati Panigale V2       | 18   | +1.888    | 1º      | 20    |
| 3º   | 7  | Lorenzo Baldassarri | Evan Bros. Yamaha          | Yamaha YZF R6            | 18   | +2.637    | 5º      | 16    |
| 4º   | 11 | Nicolò Bulega       | Aruba.it Racing            | Ducati Panigale V2       | 18   | +7.287    | 2º      | 13    |
| 5º   | 55 | Yari Montella       | Kawasaki Puccetti Racing   | Kawasaki ZX-6R           | 18   | +7.597    | 3º      | 11    |
| 6º   | 3  | Raffaele De Rosa    | Orelac Racing Verdnatura   | Ducati Panigale V2       | 18   | +10.707   | 8º      | 10    |
| 7º   | 92 | Marcel Schrötter    | MV Agusta Reparto Corse    | MV Agusta F3 800 RR      | 18   | +11.270   | 6º      | 9     |
| 8º   | 32 | Oliver Bayliss      | Barni Spark Racing         | Ducati Panigale V2       | 18   | +20.480   | 13º     | 8     |
| 9º   | 94 | Andy Verdoïa        | GMT94 Yamaha               | Yamaha YZF R6            | 18   | +20.730   | 20º     | 7     |
| 10º  | 28 | Glenn van Straalen  | EAB Racing                 | Yamaha YZF R6            | 18   | +20.841   | 14º     | 6     |
| 11º  | 16 | Jules Cluzel        | GMT94 Yamaha               | Yamaha YZF R6            | 18   | +21.316   | 15º     | 5     |
| 12º  | 99 | Adrián Huertas      | MTM Kawasaki               | Kawasaki ZX-6R           | 18   | +25.138   | 12º     | 4     |
| 13º  | 56 | Péter Sebestyén     | Evan Bros. Yamaha          | Yamaha YZF R6            | 18   | +25.306   | 16º     | 3     |
| 14º  | 9  | Simon Jespersen     | Kallio Racing              | Yamaha YZF R6            | 18   | +25.455   | 9º      | 2     |
| 15º  | 38 | Hannes Soomer       | Dynavolt Triumph           | Triumph Street Triple RS | 18   | +26.113   | 10º     | 1     |
| 16º  | 91 | Luca Bernardi       | CM Racing                  | Ducati Panigale V2       | 18   | +31.537   | 22º     |       |
| 17º  | 50 | Ondřej Vostatek     | MS Racing Yamaha           | Yamaha YZF R6            | 18   | +40.466   | 19º     |       |
| 18º  | 69 | Tom Booth-Amos      | Motozoo Racing by Puccetti | Kawasaki ZX-6R           | 18   | +58.263   | 18º     |       |
| 19º  | 24 | Leonardo Taccini    | Ten Kate Racing Yamaha     | Yamaha YZF R6            | 18   | +59.326   | 17º     |       |
| 20º  | 25 | Marcel Brenner      | VFT Racing                 | Yamaha YZF R6            | 18   | +59.349   | 23º     |       |
| 21º  | 10 | Unai Orradre        | MS Racing Yamaha           | Yamaha YZF R6            | 18   | +1'11.559 | 21º     |       |

### Ritirati
| Nº | Pilota        | Squadra                  | Motocicletta             | Giri | Griglia |
| -- | ------------- | ------------------------ | ------------------------ | ---- | ------- |
| 62 | Stefano Manzi | Dynavolt Triumph         | Triumph Street Triple RS | 6    | 11º     |
| 61 | Can Öncü      | Kawasaki Puccetti Racing | Kawasaki ZX-6R           | 0    | 7º      |